# Morris Halle
Morris Halle   (Liepāja, 29 de juliol de 1923 - Cambridge, 2 d'abril de 2018) va ser un lingüista letó - nord-americà i jueu que va exercir com a professor de lingüística a l'Institut de Tecnologia de Massachusetts (MIT). Considerat "el pare de la fonologia moderna" per Noam Chomsky, és especialment conegut pel seu treball pioner en fonologia generativa, després d'escriure On acccent and juncture in English (1956) amb Chomsky i Fred Lukoff i The sound pattern of English (1968) amb Chomsky. Addicionalment, va desenvolupar amb Samuel Jay Keyser la teoria més primerenca de la mètrica generativa .

## Vida i carrera
Halle va néixer sota el nom de Morris Pinkowitz (letó: Moriss Pinkovics) el 23 de juliol de 1923 a Liepāja, Letònia. El 1929 es va mudar amb la seva família jueva a Riga i el 1940 van arribar als Estats Units. De 1941 a 1943, va estudiar enginyeria a la Universitat de la Ciutat de Nova York. Es va allistar a l'Exèrcit dels Estats Units el 1943 i va culminar el seu servei el 1946, any en què va ingressar a la Universitat de Chicago, on va obtenir un mestratge en lingüística el 1948. Més tard, va estudiar a la Universitat de Colúmbia sota la tutela de Roman Jakobson, es va convertir en professor de l'MIT el 1951 i va obtenir un doctorat a la Universitat Harvard el 1955. Es va retirar de l'MIT el 1996, però es va mantenir actiu en investigació i publicacions. Halle parlava fluidament alemany, jiddisch, letó, rus, hebreu i anglès.
Halle va estar casat cinquanta-sis anys amb la pintora, artista i activista Rosamond Thaxter Halle, fins a la seva mort a l'abril del 2011. Van tenir tres fills: David, John i Timothy.
Halle va residir a Cambridge, Massachusetts. Va morir el 2 d'abril del 2018, a l'edat de 94 anys.